# Парламентские выборы в Италии (1861)
Всеобщие парламентские выборы в Италии 1861 года, первые в истории страны, прошли 27 января (первый тур) и 3 февраля (второй тур) 1861 года. На них были выбраны 443 члена Палаты депутатов Королевства Италия.
Убедительную победу на них одержала правящая либерально-консервативная партия «Правая» во главе с председателем Совета министров графом Камилло Бенсо ди Кавуром. Правые в значительной степени опирались на аристократию Северной Италии и придерживались умеренно-консервативных взглядов, декларировали верность короне, выступали за свободную торговлю и сбалансированный бюджет. Ведущей оппозицией им была либерально-демократическая партия «Левая»; обеим блокам противостояли радикалы-республиканцы во главе с героем войны за независимость Джузеппе Мадзини, стоявшие на крайнем левом фланге итальянской политики.
Формально объединённого итальянского государства на момент выборов не существовало. Выборы проходили в Сардинском королевстве и присоединившихся к нему ранее Ломбардии, Тоскане, Эмилии, Романье, Модене и Королевстве Обеих Сицилий. Новоизбранный парламент собрался на своё первое заседание в Турине 4 марта 1861 года, где и провозгласил объединение страны в качестве Королевства Италии.
В выборах приняли участие 239 583 человека из почти 420 тысяч имевших право голоса, таким образом явка составила 57,22 %. Явка могла быть и выше если бы не противодействие со стороны Католической церкви, глава которой, Пий IX, недовольный присоединением к Итальянскому королевству большей части Папской области, потребовал, чтобы католики не принимали участие в выборах нового государства.

## Избирательная система
Выборы проводились в соответствии с избирательным законом Королевства Сардинии 1848 года, по которому право голосовать имели только грамотные люди в возрасте старше 25 лет и платящие налогов не ниже определённой суммы. В результате право выбирать Палату депутатов имели только 418 696 человек из общей численности населения около 22 млн. Депутаты избирались в одномандатных территориальных избирательных округах. Для победы в первом раунде требовалось получить более 50 % голосов или не менее одной трети от числа избирателей зарегистрированных в данном округе, в противном случае назначался второй тур.

## Результаты выборов
|                         |                                |         |        |               |  |
| Партия                  | Партия                         | Голосов | %      | Мест получено |  |
|                         | Правая партия                  | 110 448 | 46,10  | 342           |  |
|                         | Левая                          | 48 875  | 20,40  | 62            |  |
|                         | Крайне левая партия            | 5510    | 2,30   | 14            |  |
|                         | Независимые и другие кандидаты | 74 850  | 31,20  | 23            |  |
| Недействительные голоса | Недействительные голоса        | 9823    |        |               |  |
| Всего                   | Всего                          | 418 696 | 100,00 | 443           |  |
| Явка избирателей        | Явка избирателей               | 239 583 | 57,22  |               |  |

В Палату депутатов были избраны 85 князей, маркизов и герцогов, 28 старших офицеров, 72 адвоката, 42 университетских профессора, 5 врачей и 5 инженеров.